# デヤン・ロヴレン
デヤン・ロヴレン（Dejan Lovren, 1989年7月5日 - ）は、ユーゴスラビア（現ボスニア・ヘルツェゴビナ）・ゼニツァ出身のサッカー選手。ギリシャ・スーパーリーグ・PAOKテッサロニキ所属。元クロアチア代表。ポジションはDF。
弟のダヴォル・ロヴレンもNKヤルン・ザグレブに所属するサッカー選手。

## クラブ経歴

### 生い立ち
ユーゴスラビア（現ボスニア・ヘルツェゴヴィナ）・ゼニツァで生まれ、ユーゴスラビア紛争の影響でドイツ・ミュンヘンへ移住し7年間過ごした。その間に弟のダヴォルが誕生している。しかし市民権を獲得できず、クロアチアへと移住した。

### クラブ

#### ディナモ・ザグレブ
NKカルロヴァツの下部組織で育ち、2004年にプルヴァHNLの強豪NKディナモ・ザグレブの下部組織に移った。2006年6月10日にNKインテル・ザプレシッチ戦でトップチーム初出場を飾るも、イゴール・ビシュチャンやレアンドロ・クフレ等の経験豊富な選手の存在から出場機会が限られたものとなり、2007年7月17日からドルガHNL（2部）のインテル・ザプレシッチに期限付き移籍した。インテル・ザプレシッチでの2季では、50試合に出場し1部昇格に貢献。また、2008年5月10日のNKオシエク戦（1-2敗北）で得点を挙げている。期限付き移籍から復帰後は定位置を掴み、2008-09シーズンに38試合3得点を記録した。翌2009-10シーズンはUEFAチャンピオンズリーグ 2009-10予選でFCピュニク・エレバンとレッドブル・ザルツブルクとの計4試合全てに出場し、ピュニク・エレバン戦ではゴール至近距離から頭で得点した。

#### オリンピック・リヨン
2010年1月に移籍金800万ユーロ＋インセンティブ150万ユーロでフランス1部のオリンピック・リヨンと4年半の契約を締結。背番号26を与えられ、1月24日にクープ・ドゥ・フランスのASモナコ戦（2-1勝利）で公式戦初出場、1月31日のパリ・サンジェルマンFC戦（ホーム2-1勝利）でリーグ戦初出場を飾り、2試合共に先発フル出場を果たした。以後、加入1季目は主に途中出場で公式戦10試合に出場。UEFAチャンピオンズリーグでクラブは準決勝進出と躍進するも、ロヴレンはディナモ・ザグレブ在籍時に同大会の予選に出場していたため参加資格がなかった。
2季目は、2010年に守備を務めるジャン＝アラン・ブームソンとマテュー・ボドメが退団したことから出場機会が増加していくと、最終的にクロード・ピュエル監督の下で地位を確立し、クリスやパプ・ディアカテと共にセンターバックのコンビを組んだ。同シーズンの活躍から2010年11月にはドン・バロンが選定する100人の世界最高若手選手に選出されたが、一方でサイドバックでは成功を収めることは出来ず、左サイドバックで起用されたUEFAチャンピオンズリーグ 2010-11のSLベンフィカ戦（3-4敗北）で得点を挙げるも、全体的なパフォーマンスは批難された。
2012年1月23日にクラブと契約を2016年までの2年延長したが、翌2013年に退団することとなった。リヨン在籍の3季半でクープ・ドゥ・フランスのタイトルを獲得した。

#### サウサンプトン
2013年6月14日にサウサンプトンFCと4年契約を締結。公式には移籍金非公開だが、推定850万ユーロと見られている。

#### リヴァプール
2014年7月27日、リヴァプールFCに移籍。移籍金は約2000万ポンド。
2017年4月、リヴァプールとの契約を2021年まで延長。週給10万ポンドとなりプレミアリーグで5番目の高給ディフェンダーとなった。また2016-17シーズンのファンタジーイレブンに選出された。2017-18シーズン、UEFAチャンピオンズリーグ決勝ではヘディングでボールを繋ぎ、サディオ・マネのゴールをアシストしたが、レアル・マドリードに1-3と敗れた。
2018-19シーズン、ジョエル・マティプにポジションを奪われ、控えにとどまった。9月には偽証罪の疑いをかけられ、シーズン終了後にはASローマやACミランが獲得に興味を示していた。
2019-20シーズン、チャンピオンズリーグ、グループステージ、ナポリ戦では、１点リードを許す中、ゴールを決め、１-１での引き分けに貢献した 。2月29日、プレミアリーグ第28節ワトフォードFC戦で約1か月ぶりの先発出場を果たしたが、トロイ・ディーニーとのマッチアップで苦戦するなど、0-3での完敗の要因の一つになり、批判を浴びた。このシーズンは初のプレミアリーグ優勝を花道に退団、在籍中は徐々に出場時間を減らしたが、公式戦185試合に出場、ピッチ内外でチームに貢献、ジョーダン・ヘンダーソンは退団を惜しむメッセージを送った。

#### FCゼニト・サンクトペテルブルク
2020年7月27日、2020-2021シーズンよりFCゼニト・サンクトペテルブルクに完全移籍で加入することが発表された。
2020年8月8日、ロシア・スーパーカップの決勝に出場し、タイトルを獲得した。

#### オリンピック・リヨン復帰
2023年1月2日、オリンピック・リヨンと2年半契約を結び、10年ぶりのリヨン復帰となった。

## 代表歴
世代別代表では通算48試合4得点記録。2009年8月12日にベラルーシ戦に向け、スラベン・ビリッチ監督の下でA代表に初招集された。試合終了まで出番は訪れなかったものの、招集されたこと自体に喜びを表していた。
2011年9月2日にUEFA EURO 2012予選のマルタ戦で初得点を挙げた。その後、本大会の暫定27人の一員に選出されていたが、負傷により最終23人の一員から落選した。2013年3月26日にリバティ・スタジアムでのウェールズ戦（2-1勝利）では、ジョー・レドリーを倒したことでガレス・ベイルにペナルティーキックを許すも、後半に通算2得点目にして同点弾を挙げた。
2016年3月29日に行われたハンガリーとの国際親善試合でアンテ・チャチッチ監督と衝突。この結果、同年5月16日に発表されたUEFA EURO 2016に挑む代表候補から落選した。
2018 FIFAワールドカップでは決勝でフランスに2-4で敗れ準優勝に終わるが、レギュラーとしてプレークロアチアサッカー史上初の決進出に貢献した。
2022年、ワールドカップカタール大会では決勝トーナメント1回戦の日本戦で0-1の状況からクロスでイヴァン・ペリシッチの同点ゴールをアシスト、PK戦を制しして準々決勝に進出した。
2023年2月23日、代表引退を発表した。

## 人物・エピソード
- 2019年11月に行われたUEFAネーションズリーグのスペイン戦で、相手DFのセルヒオ・ラモスに肘打ち食らわせたかのような場面があり、試合終了後にはその様子の写真を自身のSNSにアップして物議をかもした[35]。さらに、自身のフォロワーから「サラーのためにやったのか」という問いかけに肯定するかのような反応を見せていた[注釈 1][35]。その後、今回のSNS投稿が規律違反にあたるとして、UEFAから国際試合1試合の出場停止処分を受けた[36]。また、ラモスだけでなく「（スペイン代表は）女々しい奴らだ」とスペイン代表を挑発したほか[37]、この以前にも「セルヒオ・ラモスはミスが多い。」「ラファエル・ヴァランよりセルヒオ・ラモスが評価されているのは納得がいかない。」などと発言するなど、セルヒオ・ラモスへの口撃を行っていた[38]。
- 自分自身を世界最高のDFの一人であると考えている[39]。しかしリヴァプールの監督ユルゲン・クロップは良い時もあるが、継続性に欠ける。とも捉えられる発言をした[32]。

- 上記のように闘志を剥き出しにするプレーが多いが、それは身内との練習でも同様であり、弟のダヴォル・ロヴレンに強烈なタックルをかましているほか、息子相手にも平然とスライディングをする[40]。

## 個人成績
2019年5月14日時点
| クラブ成績   | クラブ成績               | クラブ成績     | リーグ | リーグ | カップ     | カップ     | リーグ杯 | リーグ杯 | 国際大会   | 国際大会   | 通算 | 通算 |
| シーズン     | クラブ                   | リーグ         | 出場   | 得点   | 出場       | 得点       | 出場     | 得点     | 出場       | 得点       | 出場 | 得点 |
| クロアチア   | クロアチア               | クロアチア     | リーグ | リーグ | カップ     | カップ     | リーグ杯 | リーグ杯 | ヨーロッパ | ヨーロッパ | 通算 | 通算 |
| ------------ | ------------------------ | -------------- | ------ | ------ | ---------- | ---------- | -------- | -------- | ---------- | ---------- | ---- | ---- |
| 2005-06      | ディナモ・ザグレブ       | プルヴァHNL    | 1      | 0      | 0          | 0          | —        | —        | 0          | 0          | 1    | 0    |
| 2006–07      | NKインテル・ザプレシッチ | ドルガHNL      | 21     | 0      | —          | —          | —        | —        | —          | —          | 21   | 0    |
| 2007-08      | NKインテル・ザプレシッチ | プルヴァHNL    | 29     | 1      | —          | —          | —        | —        | —          | —          | 29   | 1    |
| 2008-09      | NKディナモ・ザグレブ     | プルヴァHNL    | 22     | 1      | 8          | 1          | —        | —        | 8          | 1          | 38   | 3    |
| 2009-10      | NKディナモ・ザグレブ     | プルヴァHNL    | 14     | 0      | 4          | 0          | 0        | 0        | 11         | 1          | 29   | 1    |
| フランス     | フランス                 | フランス       | リーグ | リーグ | フランス杯 | フランス杯 | リーグ杯 | リーグ杯 | ヨーロッパ | ヨーロッパ | 通算 | 通算 |
| 2009-10      | オリンピック・リヨン     | リーグ・アン   | 8      | 0      | 1          | 0          | 1        | 0        | 0          | 0          | 10   | 0    |
| 2010-11      | オリンピック・リヨン     | リーグ・アン   | 28     | 0      | 2          | 0          | 1        | 0        | 6          | 1          | 37   | 1    |
| 2011-12      | オリンピック・リヨン     | リーグ・アン   | 18     | 1      | 3          | 0          | 2        | 0        | 8          | 0          | 31   | 1    |
| 2012-13      | オリンピック・リヨン     | リーグ・アン   | 18     | 1      | 0          | 0          | 1        | 0        | 5          | 0          | 24   | 1    |
| イングランド | イングランド             | イングランド   | リーグ | リーグ | FAカップ   | FAカップ   | FLカップ | FLカップ | ヨーロッパ | ヨーロッパ | 通算 | 通算 |
| 2013-14      | サウサンプトンFC         | プレミアリーグ | 31     | 2      | 0          | 0          | 0        | 0        | —          | —          | 32   | 3    |
| 2014-15      | リヴァプールFC           | プレミアリーグ | 26     | 0      | 4          | 0          | 2        | 1        | 6          | 0          | 38   | 1    |
| 2015-16      | リヴァプールFC           | プレミアリーグ | 24     | 0      | 1          | 0          | 4        | 0        | 10         | 1          | 39   | 1    |
| 2016-17      | リヴァプールFC           | プレミアリーグ | 29     | 2      | 0          | 0          | 3        | 0        | —          | —          | 32   | 2    |
| 2017-18      | リヴァプールFC           | プレミアリーグ | 29     | 2      | 0          | 0          | 0        | 0        | 14         | 0          | 43   | 2    |
| 2018-19      | リヴァプールFC           | プレミアリーグ | 13     | 1      | 1          | 0          | 1        | 0        | 3          | 0          | 18   | 1    |
| 総通算       | 総通算                   | 総通算         | 311    | 11     | 30         | 1          | 15       | 1        | 71         | 4          | 427  | 17   |

## 代表歴

### 出場大会
- クロアチア代表
  - 2014 FIFAワールドカップ
  - 2018 FIFAワールドカップ
  - 2022 FIFAワールドカップ

### 試合数
- 国際Aマッチ 78試合 5得点（2009年-2022年）[44]

| クロアチア代表 | 国際Aマッチ | 国際Aマッチ |
| 年             | 出場        | 得点        |
| -------------- | ----------- | ----------- |
| 2009           | 2           | 0           |
| 2010           | 3           | 0           |
| 2011           | 8           | 1           |
| 2012           | 1           | 0           |
| 2013           | 9           | 1           |
| 2014           | 7           | 0           |
| 2016           | 1           | 0           |
| 2017           | 6           | 0           |
| 2018           | 13          | 0           |
| 2019           | 7           | 1           |
| 2020           | 5           | 1           |
| 2021           | 8           | 0           |
| 2022           | 8           | 1           |
| 通算           | 78          | 5           |

## タイトル

### クラブ
NKディナモ・ザグレブ
- プルヴァHNL：2回 (2005-2006, 2008-2009)
- フルヴァツキ・ノゴメトニ・クプ：2008-09

NKインテル・ザプレシッチ
- ドルガHNL：2006-2007

オリンピック・リヨン
- クープ・ドゥ・フランス：2011-12

リヴァプールFC
- UEFAチャンピオンズリーグ : 2018-19
- プレミアリーグ : 2019-20

FCゼニト・サンクトペテルブルク
- プレミアリーガ : 2020-21